# Rice Rudd, 2. Baronet
Sir Rice Rudd, 2. Baronet (* um 1643; † Juli 1701 in London) war ein englischer Adliger und Politiker. 

## Herkunft und Heirat
Rice Rudd war der einzige Sohn von Anthony Rudd und dessen Frau Judith Rudd. Sein Vater war der älteste Sohn von Sir Rice Rudd, 1. Baronet aus dem walisischen Carmarthenshire, seine Mutter war die Tochter und Erbin des angesehenen Thomas Rudd aus Highham Ferrers in Northamptonshire. Seine beiden Großväter waren trotz ihres gleichen Nachnamens, wenn überhaupt, nur entfernt verwandt. Sein Vater starb bereits 1648, und seine Mutter heiratete in zweiter Ehe den royalistischen Oberst Goddard Pemberton. Zum Vormund von Rice wurde daraufhin Charles Cornwallis aus Holborn in Middlesex. Dieser verheiratete den jungen Rice am 7. Dezember 1661 mit seiner Tochter Dorothy. Beim Tod seines Großvaters Rice Rudd 1664 erbte Rice dessen Titel Baronet sowie Aberglasney House mit umfangreichen Ländereien in Wales.

## Aufstieg als Politiker
Rudd bekleidete in Carmarthenshire verschiedene Ämter, darunter ab 1667 das Amt des Friedensrichters und ab 1674 das Amt des Deputy Lieutenant. Wahrscheinlich hatte er aber auch von seinem Großvater so hohe Schulden übernehmen müssen, dass er 1673 für Aberglasney eine Hypothek aufnehmen musste. Nach dem Tod seines Schwiegervaters Cornwallis 1675 fand Rudd zusammen mit William Wogan im Nachlass seines Schwiegervaters Briefe, die neue Erkenntnisse zum Gunpowder Plot von 1605 brachten. Die Briefe wurden 1679 veröffentlicht und machten Rudd so populär, dass er bei der Unterhauswahl im März 1679 gegen den Kandidaten des Hofes, Lewis Palmer, zum Parlamentsabgeordneten für Higham Ferrers gewählt wurde. Im Oktober 1679 und 1681 wurde er wiedergewählt, doch wohl vor allem für den Wahlkampf für seine erste Kandidatur 1679 hatte Rudd sich weiter verschulden müssen. Wegen seiner Schulden verlor er sein Amt als Friedensrichter, nachdem er schon 1680 das Amt des Deputy Lieutenant verloren hatte. 1682 erbte er die Besitzungen seiner Mutter in Higham Ferrers. Vermutlich kandidierte er nicht für die Unterhauswahl 1685. Als Protestant war er ein Gegner von König Jakob II. und bewarb sich 1688 erfolglos um das Amt des Sheriffs von Carmarthenshire. Bei der Unterhauswahl 1689 kandidierte Rudd sowohl für Higham Ferrers wie für Carmarthenshire. Er gewann beide Wahlen und zog daraufhin als Knight of the Shire für Carmarthenshire in das Parlament. Wie bereits in seinen vorigen Wahlperioden war Rudd im Parlament nicht sonderlich aktiv, unterstützte aber im Allgemeinen Robert Harley und die Regierung der Whigs und von König Wilhelm III. Mit Billigung von John Vaughan, 3. Earl of Carbery aus Golden Grove kandidierte er auch bei den Wahlen von 1690, 1695, 1698 und 1701 für Carmarthenshire, die er jeweils ohne Gegenkandidaten gewann. Zum Dank für seine Unterstützung erhielt er 1697 die Verwaltung der Honour of Higham Ferrers, die zur Duchy of Lancaster gehörte. Er starb Ende Juli 1701 in London und wurde im walisischen Llangathen beigesetzt.

## Ehe und Erbe
Rudds Ehe mit Dorothy Cornwallis war kinderlos geblieben. Trotz seiner Besitzungen, seiner Ämter und der Erbschaft seiner Frau betrugen seine Schulden bei seinem Tod mindestens £ 1600. Deshalb fiel nach seinem Tod Aberglasney House an seinen Gläubiger Thomas Wentworth, während Rudds Cousin Anthony Rudd († 1706) den Titel Baronet erbte. Das Erbe seiner Mutter fiel an deren Neffen Thomas Pemberton.